# Helmlesbach
Der Helmlesbach ist ein Gewässer der Ellwanger Berge im Gemeindegebiet von Jagstzell im baden-württembergischen Ostalbkreis. Nach 13⁄4 km langem Lauf nach Osten mündet er am Südrand des Dorfes Jagstzell von links in die obere Jagst.

## Name
Auf der amtlichen Gewässerkarte wird der Bach als Helmesbach bezeichnet. Angesichts des Gewannnamens Helmlesbach am Unterlauf, des dortigen Talnamens Helmlesklinge und der Bezeichnung als Helmlesbach in zwei Zeitungsartikeln über Lokales ist die Benennung als Helmesbach wohl Folge eines Schreibfehlers.

## Geographie

### Verlauf
Der Helmlesbach entsteht etwa 1,8 km westsüdwestlich der Ortsmitte von Jagstzell am Rande des Waldes Buchgeren zum Flurgewann Strüt auf etwa 467 m ü. NHN an einem kleinen Feuchtgebiet. Er fließt durchwegs etwas ostwärts, anfangs am Feuchtgebiet entlang, und löst sich dann von Wald und Sumpf. Auf den nächsten 300 Metern  zieht er auf recht geradem Weg durch eine Wiesenflur und durch einen durchstochenen alten und baumbekrönten Seedamm. Etwas danach setzt erstmals eine Galerie am Ufer mit Schwarzerlen, Weiden und anderen Baumarten ein. Diese setzt nach einer Feldwegquerung wieder aus, es folgt ein 400 Meter langes, schnurgerade Laufstück durch eine Wiese mit fast keinem höheren Bewuchs am Ufer.
Dann berührt er erstmals den Ortsrand von Jagstzell und fließt in einer dichten Galerie der kurzen Straße Helmlesklinge entlang, die ihn bald quert und als Feldweg an der rechten Talseite weiterläuft. An dieser Wegquerung mündet auch von Südwesten her der Buchgehrenbach, nach Länge wie Einzugsgebiet der etwas kleinere Oberlauf. Nach der Wegquerung setzt sich die Begleitgalerie inmitten einer Schafweide lückenhaft fort, der Bach fließt nun recht naturnah mit ein bis zwei Metern Breite, er beginnt zu pendeln, hat kleine Prall- und Gleitufer und fällt über kleine Absätze in Gumpen. Das Bett ist anfangs felsig oder von größeren Steinbrocken bedeckt, später wird das Sediment auf dem Grund kiesig bis sandig. In diesem Helmlesklinge genannten, bis über 30 Meter eingetieften Talabschnitt reichen die Häuser Jagstzell linksseits am Hang bis auf weniger als 50 Meter an den Bach heran.
Schließlich überquert die zur Gebäudegruppe um die Evangelische Kirche des Dorfes führende Christgasse den Bach an seinem Eintritt in den Flusstalgrund. Er unterquert an deren Rand die Bahnstrecke Goldshöfe–Crailsheim und fließt weniger als 50 Meter weiter von links und auf etwa 416 m ü. NHN in die obere Jagst ein.
Der Lauf des Helmlesbachs ist 1,8 km lang, hat ein mittleres Sohlgefälle von rund 29 ‰ und mündet etwa 51 Höhenmeter unterhalb seines Sumpfursprungs am Waldrand.

### Einzugsgebiet
Der Helmlesbach entwässert etwa 1,2 km² des Unterraums Ellwanger Berge im Naturraum der Schwäbisch-Fränkischen Waldberge. Der höchste Punkt liegt an seiner Westspitze nahe am außerhalb liegenden Wasserturm des Weilers Unterknausen der Nachbargemeinde Rosenberg. Etwa ein Drittel des Einzugsgebietes im Westen ist von Wald bestanden, in der offenen Flur gibt es etwa in gleichem Maße Acker- wie Wiesenflächen. Besiedlung gibt es nur im Osten mit einem Teil des Dorfes Jagstzell vorwiegend linksseits, rechtsseits stehen weniger als ein halbes Dutzend Wohnhäuser, darunter das Anwesen Kreuthof auf der rechten Wasserscheide am Jagsttalltrauf. Zur Gemeinde Jagstzell gehört auch fast das gesamte Einzugsgebiet, ausgenommen nur ein kleiner Waldzwickel von Rosenberger Gemarkung ganz im Westen.
Reihum grenzen die Einzugsgebiete der folgenden Nachbargewässer an:
- Im Norden fließt der Kerlesbach in gleicher Richtung ostwärts und mündet etwas abwärts in der Dorfmitte von Jagstzell in die Jagst;
- im Südosten  konkurriert das Bühlbächle, das oberhalb nahe der Bühlkapelle in die Jagst einfließt;
- jenseits der südlichen Wasserscheide führt meist das Rappenbächle den Abfluss über die unterste Orrot noch höher zur Jagst, im Westsüdwesten die Orrot selbst;
- hinter der sehr kurzen westlichen Wasserscheide ist der linke Oberlauf Glasbach der Orrot das nächste offene Gewässer.

### Zuflüsse und Seen
Liste der Zuflüsse und  Seen von der Quelle zur Mündung. Gewässerlänge, Seefläche, Einzugsgebiet und Höhe nach den entsprechenden Layern auf der Onlinekarte der LUBW. Andere Quellen für die Angaben sind vermerkt.
Quelle des Helmlesbachs auf etwa 467 m ü. NHN am Rande des Waldes Buchgeren zum Strüt nahe der K 3321 Rosenberg–Jagstzell.
- Buchgehrenbach (!), von rechts und Südwesten auf etwa 443 m ü. NHN gegenüber den ersten Häusern von Jagstzell bei der Bachquerung der Siedlungsstraße Helmlesklinge, 0,8 km und ca. 0,5 km². Entsteht auf etwa 463 m ü. NHN am Rand des Waldes Buchgeren (!) zum gleichnamigen Flurgewann.
  -  Durchfließt auf etwa 457 m ü. NHN den Kreuthofweiher westlich von Jagstzell-Kreuthof, 0,3 ha.

Mündung des Helmlesbachs von links und Westen auf etwa 416 m ü. NHN im Südrand von Jagstzell nahe der Evangelischen Kirche an der Christgasse. Der Bach ist 1,8 km lang und hat ein etwa 1,2 km² großes Einzugsgebiet.

## Geologie
Höchste Mittelkeuper-Schicht ist der Stubensandstein (Löwenstein-Formation), der um den niedrigen Pass der K 3321 aus Rosenberg ganz im Westen liegt. Darunter streichen flach die Oberen Bunten Mergel (Mainhardt-Formation) aus. Der Helmlesbach und der Buchgehrenbach entstehen dann wenig nach dem Einsetzen des Kieselsandsteins (Hassberge-Formation), der den überwiegenden Teil des Einzugsgebietes bedeckt. Nach der Zumündung des Buchgehrenbachs liegt der Talgrund in den Unteren Bunten Mergeln (Steigerwald-Formation), in deren Schichthöhe der Bach auch mündet.
Um die Wasserscheide zum Kerlesbach im Norden und auf den beiden Talspornen des zulaufenden Buchgehrenbachs liegen pleistozäne Goldshöfer Sande, Terrassensedimente der damals noch in Gegenrichtung nach Süden entwässernden Jagst. Ebenfalls aus dem Quartär stammen die Bänder aus eingeschwemmtem Material um dessen Zufluss und den Helmlesbach, der zuletzt in den holozänen Auenlehmen des Jagsttalgrundes mündet.

## Natur und Schutzgebiete
Der Wald im Westen gehört größtenteils zu einem weit überwiegend Flächen im Orrottal umfassenden Wasserschutzgebiet. Der Bach mündet zuallerletzt im Landschaftsschutzgebiet Jagsttal zwischen Ellwangen-Rindelbach und der Kreisgrenze nördlich von Jagstzell mit angrenzenden Gebieten.

### LUBW
Amtliche Online-Gewässerkarte mit passendem Ausschnitt und den hier benutzten Layern: Lauf und Einzugsgebiet des Helmlesbachs

Allgemeiner Einstieg ohne Voreinstellungen und Layer: Daten- und Kartendienst der Landesanstalt für Umwelt Baden-Württemberg (LUBW) (Hinweise)
1. 1 2  Name Helmesbach für das Gewässer nach den Layern
  - Gewässernetz (AWGN) und
  - Gewässername.

Der Name Helmlesklinge für das Unterlauftal nach:
  - dem Hintergrundlayer Topographische Karte
  - dem Hintergrundlayer WMS LGL-BW Topographische Freizeitkarte 1:25.000 auf: Geoportal Baden-Württemberg (Hinweise)

Gewannname Helmlesbach nach
  - der Namenssuche auf der letztgenannten Seite

Weitere Erwähnungen als Helmlesbach auf:
  - Jagstzeller Bürger protestieren gegen Baugebiet, Artikel der Schwäbischen Zeitung vom 15. April 2021
  - Die Jagstzeller Feuerwehr: Seit 175 Jahren Garant für Sicherheit, Artikel der Schwäbischen Zeitung vom 19. September 2018

Ein Dokument
  - Bebauungsplan „Rosenberger Straße Süd“ – Artenschutzrechtliche Beurteilung (PDF; 1,0 MB) vom 29. Juli 2020 auf der Gemeindewebsite von Jagstzell

benutzt einmal Helmesbach und zweimal Helmlesbach.

Alle abgefragt am 7. August 2023.
2. 1 2 3  Höhe nach dem Höhenlinienbild auf dem Hintergrundlayer Topographische Karte.
3. 1 2  Länge nach dem Layer Gewässernetz (AWGN).
4. 1 2  Einzugsgebiet abgemessen auf dem Hintergrundlayer Topographische Karte.
5. ↑  Natur teilweise nach dem Layer Geschützte Biotope.
6. ↑  Seefläche nach dem Layer Stehende Gewässer.
7. ↑  Schutzgebiete nach den einschlägigen Layern.

### Andere Belege
1. ↑  Wolf-Dieter Sick: Geographische Landesaufnahme: Die naturräumlichen Einheiten auf Blatt 162 Rothenburg o. d. Tauber. Bundesanstalt für Landeskunde, Bad Godesberg 1962. → Online-Karte (PDF; 4,7 MB)
2. ↑  Geologie nach den Layern zu Geologische Karte 1:50.000 auf: Mapserver des Landesamtes für Geologie, Rohstoffe und Bergbau (LGRB) (Hinweise)